# Обманщики (фильм, 1958)
«Обманщики» — французский кинофильм режиссёра Марселя Карне.

## Сюжет
Студент Боб Летелье (Жак Шарье), сын владельца завода, случайно знакомится с молодым человеком без определённых занятий по имени Ален, который вводит его в круг своих друзей: Лу (Жан-Поль Бельмондо), Бернара (Пьер Брис) и других. Это молодые люди, отрицающие общепринятые нормы жизни. Они предпочитают не тратить своё время на учёбу и работу, перебиваются случайными заработками, мелкими кражами и не имеют никаких целей в жизни. В их компанию входит и дочь графа де Водремона, Кло. На одной из вечеринок, устроенной Кло, Боб знакомится с её подругой Мик. Мик тоже ведёт праздную жизнь и мечтает о лёгких деньгах, чтобы купить роскошный «Ягуар», увиденный в автосалоне. Пока же ей не хватает денег даже на оплату комнаты, которую она снимает у одной старушки. У Алена нет ни денег, ни крыши над головой, каждый день он находится в поисках ночлега. Однажды, узнав, что его приятель Питер срочно уезжает из города, он просит ключ от его квартиры. Тот просит его никому не открывать дверь. На следующее утро раздаётся стук в дверь, и кто-то просовывает под дверь 200 000 франков и записку с просьбой прийти в кафе на встречу с неким месье Феликсом и получить остальные деньги. Ален прикарманивает деньги и рассказывает об этом Бобу и Мик, предлагая им отправиться за остальными деньгами. Мик понимает, что это её единственный шанс купить «Ягуар», и соглашается, надеясь получить необходимые ей 600 000 франков. Бобу приходится сопровождать её. Но месье Феликс предлагает им только 100 000, ведь он договорился о сумме с Питером. Молодые люди заявляют, что условия изменились, и сумму они смогут назвать в следующий раз, а сами возвращаются к Алену, чтобы попытаться понять, что от них требуется взамен. Но Ален уже всё выяснил: ему позвонил Питер и попросил сжечь стопку писем, полученных от жены одного дипломата. Как выяснилось, дватцатитрёхлетний Питер имел любовную связь с этой пятидесятилетней дамой и попытался шантажировать её, но затем отказался от своих планов и скрылся из города, испугавшись неприятностей. Узнав об этом, Боб отказывается участвовать в этом грязном деле. Однако свободная от моральных принципов Мик хочет довести дело до конца. Из-за размолвки с Бобом Мик изменяет ему с Аленом, не зная, что Боб всё же пошёл на встречу с месье Феликсом. Вернувшись с деньгами, он узнаёт об измене и на следующей вечеринке объявляет о свадьбе с Кло, которая предложила ему жениться на ней, поскольку ждёт ребёнка неизвестно от кого, а Боб единственный в их компании равный ей по статусу. Услышав об их свадьбе, Мик уезжает на своём «Ягуаре» и погибает при столкновении с грузовиком. В конце фильма зритель видит, что другие молодые люди слушают музыку и собираются на вечеринку, также как когда-то и главные герои фильма. Режиссёр показывает, что всё начинается заново, и опыт одних никак не влияет на поведение других…

## В ролях
| Актёр              | Роль            |
| ------------------ | --------------- |
| Паскаль Пети       | Мик             |
| Андреа Паризи      | Кло             |
| Жак Шарье          | Боб Летелье     |
| Лоран Терзиефф     | Ален            |
| Жан-Поль Бельмондо | Лу              |
| Альфонсо Мэтис     | Петер           |
| Пьер Брис          | Бернар          |
| Жак Марен          | месье Феликс    |
| Доминик Паж        | Николь          |
| Дани Саваль        | невеста Бернара |
| Гай Бедос          | Клод            |
| Жак Перрен         | эпизод          |